# Prelude to the Millennium
Prelude to the Millennium — музичний альбом гурту Symphony X. Виданий 1998 року лейблом InsideOut Music. Загальна тривалість композицій становить 76:38. Альбом відносять до напрямку прогресивний метал.

## Перелік творів
1. «Masquerade '98» — 6:01
2. «A Winter's Dream» — Prelude (Part I) — 3:03
3. «The Damnation Game» — 4:32
4. «Dressed to Kill» — 4:44
5. «Of Sins and Shadows» — 4:56
6. «Sea of Lies» — 4:18
7. «Out of the Ashes» — 3:39
8. «The Divine Wings of Tragedy» — 20:41
9. «Candlelight Fantasia» — 6:42
10. «Smoke and Mirrors» — 4:58
11. «Through the Looking Glass» (Part I, II, III) — 13:04